# サウスカロライナ州副知事
サウスカロライナ州副知事（Lieutenant Governor of South Carolina）は、アメリカ合衆国サウスカロライナ州の副知事である。以下の一覧では、合衆国建国以前の植民地時代の副知事（副総督）についても記す。

## 植民地時代 (1719年-1776年)
| # | 氏名                 | 就任           | 退任           | 知事                                 |
| - | -------------------- | -------------- | -------------- | ------------------------------------ |
| 1 | トーマス・ブロートン | 1730年1月1日   | 1737年11月22日 | ロバート・ジョンソン                 |
| 2 | ウィリアム・ブル1世  | 1738年12月23日 | 1755年3月21日  | ジェームズ・グレン                   |
| 3 | ウィリアム・ブル2世  | 1755年3月21日  | 1776年3月26日  | ジェームズ・グレン                   |
| 3 | ウィリアム・ブル2世  | 1755年3月21日  | 1776年3月26日  | ウィリアム・ヘンリー・リトルトン     |
| 3 | ウィリアム・ブル2世  | 1755年3月21日  | 1776年3月26日  | トーマス・ブーン                     |
| 3 | ウィリアム・ブル2世  | 1755年3月21日  | 1776年3月26日  | チャールズ・グレヴィル・モンタギュー |
| 3 | ウィリアム・ブル2世  | 1755年3月21日  | 1776年3月26日  | ウィリアム・キャンベル               |

## アメリカ合衆国 (1776年-現在)

### 1776年憲法下
| # | 氏名                   | 就任          | 退任          | 政党 | 知事               |
| - | ---------------------- | ------------- | ------------- | ---- | ------------------ |
| 4 | ヘンリー・ローレンス   | 1776年3月26日 | 1777年1月10日 | なし | ジョン・ラトリッジ |
| 5 | ジェームズ・パーソンズ | 1777年6月27日 | 1779年1月9日  | なし | ジョン・ラトリッジ |

### 1778年憲法下
| #  | 氏名                       | 就任          | 退任          | 政党   | 知事                     |
| -- | -------------------------- | ------------- | ------------- | ------ | ------------------------ |
| 6  | トーマス・ビー             | 1779年1月9日  | 1780年1月24日 | なし   | ジョン・ラトリッジ       |
| 7  | クリストファー・ガズデン   | 1780年1月24日 | 1782年1月31日 | なし   | ジョン・ラトリッジ       |
| 8  | リチャード・ハトソン       | 1782年1月31日 | 1783年2月4日  | なし   | ジョン・マシューズ       |
| 9  | リチャード・ベレスフォード | 1783年2月4日  | 1783年3月15日 | なし   | ベンジャミン・ゲラード   |
| 10 | ウィリアム・モールトリー   | 1784年2月16日 | 1785年2月11日 | なし   | ベンジャミン・ゲラード   |
| 11 | チャールズ・ドレイトン     | 1785年2月11日 | 1787年2月20日 | なし   | ウィリアム・モールトリー |
| 12 | トーマス・ガズデン         | 1787年2月20日 | 1789年1月26日 | 連邦党 | トーマス・ピンクニー     |
| 13 | アレグザンダー・ギロン     | 1789年1月26日 | 1791年2月15日 | 連邦党 | チャールズ・ピンクニー   |

### 1790年憲法下
| #  | 氏名                                   | 就任           | 退任           | 政党       | 知事                                     |
| -- | -------------------------------------- | -------------- | -------------- | ---------- | ---------------------------------------- |
| 14 | アイザック・ホームズ                   | 1791年2月15日  | 1792年12月5日  | 連邦党     | チャールズ・ピンクニー                   |
| 15 | ジェームズ・ラドソン                   | 1792年12月5日  | 1794年12月17日 | 連邦党     | ウィリアム・モールトリー                 |
| 16 | ルイス・モリス                         | 1794年12月17日 | 1796年12月8日  | 連邦党     | アーノルダス・ヴァンダーホースト         |
| 17 | ロバート・アンダーソン                 | 1796年12月8日  | 1798年12月18日 | 民主共和党 | チャールズ・ピンクニー                   |
| 18 | ジョン・ドレイトン                     | 1798年12月18日 | 1800年1月23日  | 民主共和党 | エドワード・ラトリッジ                   |
| 19 | リチャード・ウィン                     | 1800年12月4日  | 1802年12月8日  | 民主共和党 | ジョン・ドレイトン                       |
| 20 | イジーキエル・ピケンズ                 | 1802年12月8日  | 1804年12月7日  | 民主共和党 | ジェームス・バーチル・リチャードソン     |
| 21 | トーマス・サムター・ジュニア           | 1804年12月7日  | 1806年12月9日  | 民主共和党 | ポール・ハミルトン                       |
| 22 | ジョン・ホプキンス                     | 1806年12月9日  | 1808年12月10日 | 民主共和党 | チャールズ・ピンクニー                   |
| 23 | フレデリック・ナンス                   | 1808年12月10日 | 1810年12月8日  | 民主共和党 | ジョン・ドレイトン                       |
| 24 | サミュエル・ファロー                   | 1810年12月8日  | 1812年12月10日 | 民主共和党 | ヘンリー・ミドルトン                     |
| 25 | エルドレッド・シムキンズ               | 1812年12月10日 | 1814年12月10日 | 民主共和党 | ジョーゼフ・アルストン                   |
| 26 | ロバート・クレスウェル                 | 1814年12月10日 | 1816年12月5日  | 民主共和党 | デイヴィッド・ロジャーソン・ウィリアムズ |
| 27 | ジョン・A・カスバート                  | 1816年12月5日  | 1818年12月8日  | 民主共和党 | アンドルー・ピケンズ                     |
| 28 | ウィリアム・ヤングブラッド             | 1818年12月8日  | 1820年12月7日  | 民主共和党 | ジョン・ゲデス                           |
| 29 | ウィリアム・ピンクニー                 | 1820年12月7日  | 1822年12月7日  | 民主共和党 | トーマス・ベネット・ジュニア             |
| 30 | ヘンリー・ブラッドリー                 | 1822年12月7日  | 1824年12月3日  | 民主共和党 | ジョン・ライド・ウィルソン               |
| 31 | ウィリアム・ブル                       | 1824年12月3日  | 1826年12月9日  | 民主共和党 | リチャード・アーヴァイン・マニング1世    |
| 32 | ジェームズ・ウィザースプーン           | 1826年12月9日  | 1828年12月10日 | 民主共和党 | ジョン・テイラー                         |
| 33 | トーマス・ウィリアムズ                 | 1828年12月10日 | 1830年12月9日  | 民主党     | スティーヴン・ディケイター・ミラー       |
| 34 | パトリック・ノーブル                   | 1830年12月9日  | 1832年12月10日 | 民主党     | ジェームズ・ハミルトン・ジュニア         |
| 35 | チャールズ・コーツワース・ピンクニー   | 1832年12月10日 | 1834年12月9日  | 民主党     | ロバート・ヤング・ヘイン                 |
| 36 | ホワイトマーシュ・シーブルック         | 1834年12月9日  | 1836年12月10日 | 民主党     | ジョージ・マクダフィー                   |
| 37 | ウィリアム・ドゥボウズ                 | 1836年12月10日 | 1838年12月7日  | 民主党     | ピアース・メイソン・バトラー             |
| 38 | バーナバズ・ケレット・ヘナガン         | 1838年12月7日  | 1840年4月7日   | 民主党     | パトリック・ノーブル                     |
| 39 | ウィリアム・K・クロウニー              | 1840年12月9日  | 1842年12月8日  | 民主党     | ジョン・ピーター・リチャードソン2世      |
| 40 | アイザック・ダイナム・ウィザースプーン | 1842年12月8日  | 1844年12月7日  | 民主党     | ジェームズ・ヘンリー・ハモンド           |
| 41 | J.F.アービン                           | 1844年12月7日  | 1846年12月8日  | 民主党     | ウィリアム・エイケン                     |
| 42 | ウィリアム・カイン                     | 1846年12月8日  | 1848年12月12日 | 民主党     | デイヴィッド・ジョンソン                 |
| 43 | ウィリアム・ヘンリー・ギスト           | 1848年12月12日 | 1850年12月13日 | 民主党     | ホワイトマーシュ・シーブルック           |
| 44 | ジョシュア・ジョン・ウォード           | 1850年12月13日 | 1852年12月9日  | 民主党     | ジョン・ヒュー・ミーンズ                 |
| 45 | ジェームズ・アービー                   | 1852年12月9日  | 1854年12月11日 | 民主党     | ジョン・ローレンス・マニング             |
| 46 | リチャード・ド・トレヴィル             | 1854年12月11日 | 1856年12月9日  | 民主党     | ジェームズ・ホプキンス・アダムズ         |
| 47 | ゲイブリエル・キャノン                 | 1856年12月9日  | 1858年12月10日 | 民主党     | ロバート・オールストン                   |
| 48 | メリック・エズラ・カーン               | 1858年12月10日 | 1860年12月14日 | 民主党     | ウィリアム・ヘンリー・ギスト             |
| 49 | W・W・ハーリー                         | 1860年12月14日 | 1862年12月17日 | 民主党     | フランシス・ウィルキンソン・ピケンズ     |
| 50 | プロードン・ウェストン                 | 1862年12月17日 | 1864年1月25日  | 民主党     | ミレッジ・ルーク・ボーナム               |
| 51 | ロバート・マッコー                     | 1864年12月18日 | 1865年5月25日  | 民主党     | アンドルー・ゴードン・マグラス           |

### 1865年憲法下
| #  | 氏名         | 就任           | 退任         | 政党 | 知事                         |
| -- | ------------ | -------------- | ------------ | ---- | ---------------------------- |
| 52 | W.D.ポーター | 1865年11月30日 | 1868年7月6日 | なし | ジェームズ・ローレンス・オア |

### 1868年憲法下
| #  | 氏名                               | 就任           | 退任           | 政党   | 就任                                |
| -- | ---------------------------------- | -------------- | -------------- | ------ | ----------------------------------- |
| 53 | レミュエル・ブーザー               | 1868年7月6日   | 1870年12月3日  | 共和党 | ロバート・キングストン・スコット    |
| 54 | アロンゾ・J・ランシアー            | 1870年12月3日  | 1872年12月7日  | 共和党 | ロバート・キングストン・スコット    |
| 55 | リチャード・ハウエル・グリーヴス   | 1872年12月7日  | 1876年12月14日 | 共和党 | フランクリン・J・モーゼス・ジュニア |
| 55 | リチャード・ハウエル・グリーヴス   | 1872年12月7日  | 1876年12月14日 | 共和党 | ダニエル・ヘンリー・チェンバレン    |
| 56 | ウィリアム・ダンラップ・シンプソン | 1876年12月14日 | 1879年2月26日  | 民主党 | ウェイド・ハンプトン3世             |
| 57 | ジョン・D・ケネディ                | 1880年11月30日 | 1882年12月1日  | 民主党 | ジョンソン・ハーグッド              |
| 58 | ジョン・カルフーン・シェパード     | 1882年12月1日  | 1886年7月10日  | 民主党 | ヒュー・スミス・トンプソン          |
| 59 | ウィリアム・モールディン           | 1886年11月30日 | 1890年12月4日  | 民主党 | ジョン・ピーター・リチャードソン3世 |
| 60 | ユージン・ゲイリー                 | 1890年12月4日  | 1893年         | 民主党 | ベンジャミン・ティルマン            |
| 61 | W.H.ティマーマン                   | 1893           | 1897年1月18日  | 民主党 | ベンジャミン・ティルマン            |
| 61 | W.H.ティマーマン                   | 1893           | 1897年1月18日  | 民主党 | ジョン・ゲイリー・エヴァンス        |

### 1895年憲法下
| #  | 氏名                                     | 就任          | 退任          | 政党   | 知事                                       |
| -- | ---------------------------------------- | ------------- | ------------- | ------ | ------------------------------------------ |
| 62 | マイルズ・ベンジャミン・マクスウィーニー | 1897年1月18日 | 1899年6月2日  | 民主党 | ウィリアム・ハッセンルデン・エラーブ       |
| 63 | ロバート・B・スカーボロ                  | 1899年6月2日  | 1901年1月15日 | 民主党 | マイルズ・ベンジャミン・マクスウィーニー   |
| 64 | ジェームズ・ティルマン                   | 1901年1月15日 | 1903年1月20日 | 民主党 | マイルズ・ベンジャミン・マクスウィーニー   |
| 65 | ジョン・スローン                         | 1903年1月20日 | 1907年1月15日 | 民主党 | ダンカン・クリンチ・ヘイワード             |
| 66 | トーマス・ゴードン・マクレッド           | 1907年1月15日 | 1911年1月17日 | 民主党 | マーティン・フレデリック・アンセル         |
| 67 | チャールズ・オーレリアス・スミス         | 1911年1月17日 | 1915年1月14日 | 民主党 | コールマン・リヴィングストン・ブリーズ     |
| 68 | アンドルー・ベセア                       | 1915年1月19日 | 1919年1月21日 | 民主党 | リチャード・アーヴァイン・マニング3世      |
| 69 | J・T・ ライルズ                          | 1919年1月21日 | 1921年1月18日 | 民主党 | ロバート・アーチャー・クーパー             |
| 70 | ウィルソン・ゴッドフリー・ハーヴィー     | 1921年1月18日 | 1922年5月20日 | 民主党 | ロバート・アーチャー・クーパー             |
| 71 | E.B.ジャクソン                           | 1923年1月16日 | 1927年1月18日 | 民主党 | トーマス・ゴードン・マクレッド             |
| 72 | トーマス・ボスウェル・バトラー           | 1927年1月18日 | 1931年1月20日 | 民主党 | ジョン・ガーディナー・リチャーズ・ジュニア |
| 73 | ジェームズ・シェパード                   | 1931年1月20日 | 1935年1月15日 | 民主党 | イブラ・チャールズ・ブラックウッド         |
| 74 | ジョーゼフ・エミール・ハーリー           | 1935年1月15日 | 1941年11月4日 | 民主党 | オーリン・ジョンストン                     |
| 74 | ジョーゼフ・エミール・ハーリー           | 1935年1月15日 | 1941年11月4日 | 民主党 | バーネット・R・メイバンク                  |
| 75 | ランサム・ジャドソン・ウィリアムズ       | 1943年1月19日 | 1945年1月2日  | 民主党 | オーリン・ジョンストン                     |
| 76 | ジョージ・ベル・ティマーマン・ジュニア   | 1947年1月21日 | 1955年1月18日 | 民主党 | ストロム・サーモンド                       |
| 76 | ジョージ・ベル・ティマーマン・ジュニア   | 1947年1月21日 | 1955年1月18日 | 民主党 | ジェームズ・F・バーンズ                    |
| 77 | アーネスト・ホリングス                   | 1955年1月18日 | 1959年1月20日 | 民主党 | ジョージ・ベル・ティマーマン・ジュニア     |
| 78 | バーネット・R・メイバンク・ジュニア      | 1959年1月20日 | 1963年1月15日 | 民主党 | アーネスト・ホリングス                     |
| 79 | ロバート・マクネアー                     | 1963年1月15日 | 1965年4月22日 | 民主党 | ドナルド・S・ラッセル                      |
| 80 | ジョン・C・ウェスト                      | 1967年1月17日 | 1971年1月19日 | 民主党 | ロバート・マクネアー                       |
| 81 | アール・モリス・ジュニア                 | 1971年1月19日 | 1975年1月21日 | 民主党 | ジョン・C・ウェスト                        |
| 82 | W・ブラントリー・ハーヴィー・ジュニア    | 1975年1月21日 | 1979年1月10日 | 民主党 | ジェームズ・B・エドワーズ                  |
| 83 | ナンシー・スティーヴンソン               | 1979年1月10日 | 1983年1月12日 | 民主党 | リチャード・ウィルソン・ライリー           |
| 84 | マイケル・R・ダニエル                    | 1983年1月12日 | 1987年1月14日 | 民主党 | リチャード・ウィルソン・ライリー           |
| 85 | ニック・セオドア                         | 1987年1月14日 | 1995年1月11日 | 民主党 | キャロル・A・キャンベル・ジュニア          |
| 86 | ボブ・ピーラー                           | 1995年1月11日 | 2003年1月15日 | 共和党 | デイヴィィッド・ビーズリー                 |
| 86 | ボブ・ピーラー                           | 1995年1月11日 | 2003年1月15日 | 共和党 | ジム・ホッジス                             |
| 87 | アンドレ・バウアー                       | 2003年1月15日 | 2011年1月12日 | 共和党 | マーク・サンフォード                       |
| 88 | ケン・アード                             | 2011年1月12日 | 2012年3月9日  | 共和党 | ニッキー・ヘイリー                         |
| 89 | グレン・F・マコーネル                    | 2012年3月13日 | 2014年6月18日 | 共和党 | ニッキー・ヘイリー                         |
| 90 | ヤンシー・マギル                         | 2014年6月18日 | 2015年1月14日 | 民主党 | ニッキー・ヘイリー                         |
| 91 | ヘンリー・マクマスター                   | 2015年1月14日 | 2017年1月24日 | 共和党 | ニッキー・ヘイリー                         |
| 92 | ケビン・L・ブライアント                  | 2017年1月25日 | 2019年1月9日  | 共和党 | ヘンリー・マクマスター                     |
| 93 | パメラ・エベット                         | 2019年1月9日  |               | 共和党 | ヘンリー・マクマスター                     |